# Bizeljska vas
Bizeljska vas este o localitate din comuna Brežice, Slovenia, cu o populație de 52 de locuitori.